# Weierstraßscher Konvergenzsatz
Der weierstraßsche Konvergenzsatz ist ein nach Karl Weierstraß benannter Satz aus der Funktionentheorie. Er besagt, dass die Grenzfunktion einer lokal gleichmäßig konvergenten Folge holomorpher Funktionen wiederum eine holomorphe Funktion ist. Zudem konvergieren auch sämtliche Ableitungen lokal gleichmäßig gegen die entsprechende Ableitung der Grenzfunktion.

## Formulierung
Sei {\displaystyle G\subset \mathbb {C} } ein Gebiet und {\displaystyle (f_{n})_{n\in \mathbb {N} }} eine Folge holomorpher Funktionen {\displaystyle f_{n}\colon G\rightarrow \mathbb {C} }, die auf {\displaystyle G} lokal gleichmäßig gegen eine Funktion {\displaystyle f\colon G\rightarrow \mathbb {C} } konvergiert, das heißt, zu jedem {\displaystyle z\in G} gibt es eine Umgebung {\displaystyle U\subset G} von {\displaystyle z}, so dass {\displaystyle f_{n}} auf {\displaystyle U} gleichmäßig gegen {\displaystyle f} konvergiert.
Dann gilt:
- {\displaystyle f} ist holomorph.

- Für jedes {\displaystyle k\in \mathbb {N} _{0}} konvergiert {\displaystyle (f_{n}^{(k)})_{n\in \mathbb {N} }} auf {\displaystyle G} lokal gleichmäßig gegen {\displaystyle f^{(k)}}.

## Gegenbeispiele im Reellen
Der weierstraßsche Konvergenzsatz ist insofern bemerkenswert, als sein reelles Analogon falsch ist: Die Grenzfunktion einer gleichmäßig konvergenten Folge differenzierbarer Funktionen muss nicht differenzierbar sein, und selbst wenn sie es ist, brauchen die Ableitungen der Folgenglieder nicht punktweise gegen die Ableitung der Grenzfunktion zu konvergieren. 
- Man fixiere eine stetige, aber nirgends differenzierbare Funktion {\displaystyle f\colon [0,1]\rightarrow \mathbb {R} }. Nach dem Approximationssatz von Weierstraß existiert eine Folge von Polynomen, die gleichmäßig auf {\displaystyle [0,1]} gegen {\displaystyle f} konvergiert.

- Die Folge {\displaystyle f_{n}(x):={\frac {1}{n}}\sin(nx)} konvergiert gleichmäßig auf {\displaystyle \mathbb {R} } gegen die Nullfunktion, während die Ableitungen {\displaystyle f_{n}'(x)=\cos(nx)} nirgends gegen die Ableitung der Nullfunktion konvergieren.

- Die Folge {\displaystyle f_{n}(x):=|x|^{1+{\frac {1}{n}}}} konvergiert lokal gleichmäßig auf {\displaystyle \mathbb {R} } gegen die Betragsfunktion. Letztere ist in {\displaystyle x=0} nicht differenzierbar, {\displaystyle f_{n}} allerdings schon für {\displaystyle n\in \mathbb {N} }.